# 毛粗叶水锦树
毛粗叶水锦树（学名：Wendlandia scabra var. pilifera）为茜草科水锦树属下的一个变种。